# Heinrich Hendus

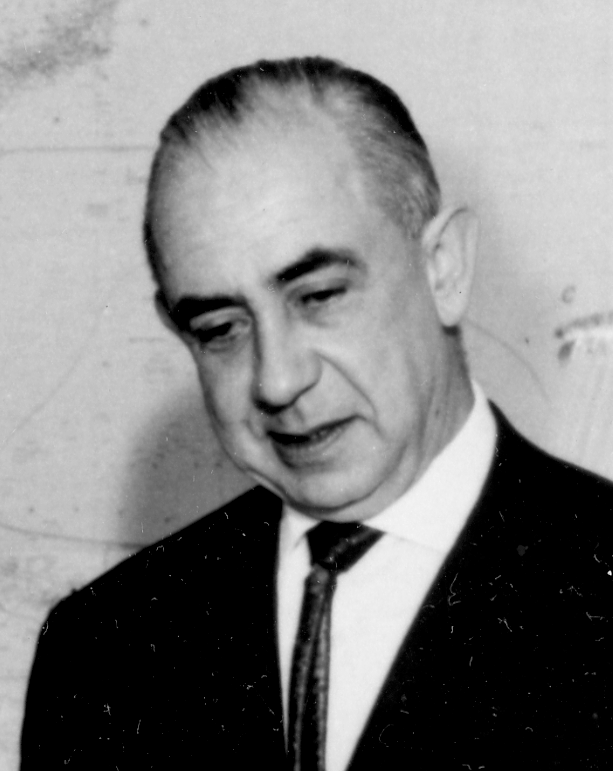

Heinrich Hendus (* 12. Februar 1911 in Fulda; † 1982 in Bonn) war ein deutscher Diplomat.

## Werdegang
Hendus war Generalkonsul der Bundesrepublik Deutschland in Algier. Ab 1960 war er Generaldirektor bei der EWG-Kommission für die Entwicklung der überseeischen Gebiete: Von 1970 bis 1975 war er Botschafter der Bundesrepublik in Marokko.

## Ehrungen
- 1972: Großes Verdienstkreuz der Bundesrepublik Deutschland